# Karjerne
Karjerne (ukrainisch Кар'єрне; russisch Карьерное Karjernoje) ist eine Siedlung städtischen Typs im Nordwesten der ukrainischen Oblast Cherson mit etwa 400 Einwohnern (2014).
Karjerne wurde 1916 gegründet und erhielt 1958 den Status einer Siedlung städtischen Typs.
Karjerne liegt im Rajon Beryslaw 10 km nordwestlich vom ehemaligen Rajonzentrum Welyka Oleksandriwka und etwa 130 km nordöstlich der Oblasthauptstadt Cherson.
Am 12. Juni 2020 wurde das Dorf ein Teil der Siedlungsgemeinde Welyka Oleksandriwka; bis dahin war sie ein Teil der Siedlungsratsgemeinde Bila Krynyzja im Norden des Rajons Welyka Oleksandriwka.
Seit Juli 2020 ist es ein Teil des Rajons Beryslaw.